# Eucyclops permixtus
Eucyclops permixtus – gatunek widłonoga z rodziny Cyclopidae, nazwa naukowa gatunku została po raz pierwszy opublikowana w 1929 roku przez niemieckiego zoologa Friedricha Kiefera.